# Clasificación para el Campeonato Sub-17 de la Concacaf de 2015
En esta edición de eliminatorias para el XVI Campeonato  Sub-17 de la Concacaf de 2015 a celebrarse en Honduras en el 2015 donde ya están clasificados el anfitrión Honduras, además de las 3 selecciones Canadá, Estados Unidos y México, esta eliminatoria determinará a Centroamérica tres plazas y el Caribe cinco plazas.

## Eliminatoria ZonaCFU

### Grupo 1
Sede: Jamaica
| Equipo                               | Pts. | PJ | PG | PE | PP | GF | GC | Dif |
| ------------------------------------ | ---- | -- | -- | -- | -- | -- | -- | --- |
| Jamaica                              | 9    | 3  | 3  | 0  | 0  | 27 | 3  | 24  |
| Guadalupe                            | 6    | 3  | 2  | 0  | 1  | 8  | 3  | 5   |
| Islas Caimán                         | 3    | 3  | 1  | 0  | 2  | 5  | 8  | -3  |
| Islas Vírgenes de los Estados Unidos | 0    | 3  | 0  | 0  | 3  | 0  | 26 | -26 |

| 23 de agosto de 2014, 16:00 | Guadalupe                                   | 3:0 | Islas Caimán | Anthony Spalding Sports Complex, Kingston              |                                                        |
|                             | Julius 54' · Fumont 79' (pen.) · Bordin 80' |     |              | Árbitro(s): Moeth Gaymes (San Vicente y la Granadinas) | Árbitro(s): Moeth Gaymes (San Vicente y la Granadinas) |

| 23 de agosto de 2014, 19:00 | Jamaica | 19:0 | Islas Vírgenes Estadounidenses | Anthony Spalding Sports Complex, Kingston         |                                                   |
|                             | Dawkins 5' 32' 43' 67' 70' 86' 89' · McMaster 9' 36' 50' 60' · Marshall 15' 20' 23' · Brown 29' · Brown 68' 79' · Brown 74' 90' |      |                                | Árbitro(s): Kimbell Ward (San Cristóbal y Nieves) | Árbitro(s): Kimbell Ward (San Cristóbal y Nieves) |

| 25 de agosto de 2014, 16:00 | Islas Vírgenes Estadounidenses | 0:5 | Guadalupe                                            | Anthony Spalding Sports Complex, Kingston  |                                            |
|                             |                                |     | Zelateur 26' 31' 78' · Adelaide 72' · Luissint 90+2' | Árbitro(s): Neal Brizan (Tinidad y Tobago) | Árbitro(s): Neal Brizan (Tinidad y Tobago) |

| 25 de agosto de 2014, 19:00 | Jamaica                                              | 5:3 | Islas Caimán                       | Anthony Spalding Sports Complex, Kingston              |                                                        |
|                             | Marshall 15' 62' (pen.) 90' · Brown 18' · Talbot 74' |     | Ebanks 5' · Seymour 7' · Scott 25' | Árbitro(s): Moeth Gaymes (San Vicente y la Granadinas) | Árbitro(s): Moeth Gaymes (San Vicente y la Granadinas) |

| 27 de agosto de 2014, 16:00 | Islas Caimán                  | 2:0 | Islas Vírgenes Estadounidenses | Anthony Spalding Sports Complex, Kingston         |                                                   |
|                             | Ryan Jackson 45' · Thomas 55' |     |                                | Árbitro(s): Kimbell Ward (San Cristóbal y Nieves) | Árbitro(s): Kimbell Ward (San Cristóbal y Nieves) |

| 27 de agosto de 2014, 19:00 | Jamaica                      | 3:0 | Guadalupe | Anthony Spalding Sports Complex, Kingston |  |
|                             | Nelson 23' 33' · Dawkins 55' |     |           |                                           |  |

### Grupo 2
Sede:  Santa Lucía
| Equipo            | Pts. | PJ | PG | PE | PP | GF | GC | Dif |
| ----------------- | ---- | -- | -- | -- | -- | -- | -- | --- |
| Trinidad y Tobago | 9    | 3  | 3  | 0  | 0  | 7  | 2  | 5   |
| Santa Lucía       | 6    | 3  | 2  | 0  | 1  | 10 | 5  | 5   |
| Granada           | 3    | 3  | 1  | 0  | 2  | 4  | 7  | -3  |
| Curazao           | 0    | 3  | 0  | 0  | 3  | 3  | 10 | -7  |

| 20 de agosto de 2014, 18:00 | Trinidad y Tobago     | 2:0 | Granada | The Beausejour Cricket Grounds, Gros Islet |                                      |
|                             | Hoyce 4' · Daniel 65' |     |         | Árbitro(s): Trevor Taylor (Barbados)       | Árbitro(s): Trevor Taylor (Barbados) |

| 20 de agosto de 2014, 20:00 | Santa Lucía                                  | 4:2 | Curazao                          | The Beausejour Cricket Grounds, Gros Islet |                                         |
|                             | Nicholas 15' 45' · Winter 19' · Prospere 33' |     | Lodovica 90+3' · Fransinet 90+5' | Árbitro(s): Johannes Dolaini (Suriname)    | Árbitro(s): Johannes Dolaini (Suriname) |

| 22 de agosto de 2014, 18:00 | Curazao | 0:2 | Trinidad y Tobago         | The Beausejour Cricket Grounds, Gros Islet    |                                               |
|                             |         |     | Mason 47' · Celestine 84' | Árbitro(s): Bryan Willett (Antigua y Barbuda) | Árbitro(s): Bryan Willett (Antigua y Barbuda) |

| 22 de agosto de 2014, 20:00 | Santa Lucía                                 | 4:0 | Granada | The Beausejour Cricket Grounds, Gros Islet |                                    |
|                             | Winter 15' 50' · Joseph 67' · Albertine 87' |     |         | Árbitro(s): Sherwin Moore (Guyana)         | Árbitro(s): Sherwin Moore (Guyana) |

| 24 de agosto de 2014, 18:00 | Granada | 4:1 | Curazao | The Beausejour Cricket Grounds, Gros Islet |  |
|                             |         |     |         | Árbitro(s): Johannes Dolaini (Suriname)    |  |

| 24 de agosto de 2014, 20:00 | Santa Lucía | 2:3 | Trinidad y Tobago | The Beausejour Cricket Grounds, Gros Islet |  |
|                             |             |     |                   | Árbitro(s): Trevor Taylor (Barbados)       |  |

### Grupo 3
Sede:  República Dominicana
| Equipo               | Pts. | PJ | PG | PE | PP | GF | GC | Dif |
| -------------------- | ---- | -- | -- | -- | -- | -- | -- | --- |
| Barbados             | 7    | 3  | 2  | 1  | 0  | 5  | 1  | 4   |
| República Dominicana | 4    | 3  | 1  | 1  | 1  | 3  | 2  | 1   |
| Guyana               | 4    | 3  | 1  | 1  | 1  | 4  | 6  | -2  |
| Antigua y Barbuda    | 1    | 3  | 0  | 1  | 2  | 2  | 5  | -3  |

| 18 de julio de 2014, 14:00 | Guyana              | 1:1 | Barbados            | Estadio Panamericano, San Cristóbal         |                                             |
|                            | Keno Washington 61' |     | Antoine Greaves 49' | Árbitro(s): Neal Brizan (Trinidad y Tobago) | Árbitro(s): Neal Brizan (Trinidad y Tobago) |

| 18 de agosto de 2014, 16:30 | República Dominicana | 0:0 | Antigua y Barbuda | Estadio Panamericano, San Cristóbal     |  |
|                             |                      |     |                   | Árbitro(s): Javier Santos (Puerto Rico) |  |

| 20 de julio de 2014, 14:00 | Antigua y Barbuda                     | 2:3 | Guyana                                    | Estadio Panamericano, San Cristóbal  |                                      |
|                            | Javorn Stevens 30' · Dennie Henry 79' |     | [Joel Dick]] 6' 37' · Michael Forde 90+4' | Árbitro(s): Walner Laventure (Haití) | Árbitro(s): Walner Laventure (Haití) |

| 20 de julio de 2014, 16:30 | República Dominicana | 0:2 | Barbados                                 | Estadio Panamericano, San Cristóbal   |                                       |
|                            |                      |     | Rajohn Esworth 80' · Michael Forde 90+4' | Árbitro(s): Wilson Da Costa (Bahamas) | Árbitro(s): Wilson Da Costa (Bahamas) |

|  | Barbados            | 2:0 | Antigua y Barbuda | Estadio Panamericano, San Cristóbal     |                                         |
|  | Torian Went 37' 57' |     |                   | Árbitro(s): Javier Santos (Puerto Rico) | Árbitro(s): Javier Santos (Puerto Rico) |

| 22 de julio de 2014, 14:00 | República Dominicana      | 3:0 | Guyana | Estadio Panamericano, San Cristóbal         |                                             |
|                            | Jeudy Marte 45+2' 52' 66' |     |        | Árbitro(s): Neal Brizan (Trinidad y Tobago) | Árbitro(s): Neal Brizan (Trinidad y Tobago) |

### Grupo 4
Sede:  Bahamas
| Equipo      | Pts. | PJ | PG | PE | PP | GF | GC | Dif |
| ----------- | ---- | -- | -- | -- | -- | -- | -- | --- |
| Martinica   | 7    | 3  | 2  | 1  | 0  | 5  | 1  | 4   |
| Bermudas    | 5    | 3  | 1  | 2  | 0  | 3  | 2  | 1   |
| Puerto Rico | 4    | 3  | 1  | 1  | 1  | 4  | 2  | 2   |
| Bahamas     | 0    | 3  | 0  | 0  | 3  | 0  | 10 | -10 |

| 23 de julio de 2014, 17:00 | Puerto Rico | 0:2 | Martinica                                   | Campo de fútbol Roscow A. L. Davies, Nassau |                                       |
|                            |             |     | Andrew Sainte-Marie 79' · Kendrick Agot 90' | Árbitro(s): Valdin Legister (Jamaica)       | Árbitro(s): Valdin Legister (Jamaica) |

| 23 de julio de 2014, 19:30 | Bahamas                                                                   | 0:4 | Bermudas | Campo de fútbol Roscow A. L. Davies, Nassau |                                   |
|                            | Jerome Bailey 42' 51' · Osagi Bascome 76' (pen.) · Kacy Butterfield 90+3' |     |          | Árbitro(s): Alain Georges (Haití)           | Árbitro(s): Alain Georges (Haití) |

| 25 de julio de 2014, 17:00 | Bermudas | 0:0 | Puerto Rico | Campo de fútbol Roscow A. L. Davies, Nassau |  |
|                            |          |     |             | Árbitro(s): Dwight Royal (Jamaica)          |  |

| 25 de julio de 2014, 14:00 | Bahamas | 0:2 | Martinica                             | Campo de fútbol Roscow A. L. Davies, Nassau |                                   |
|                            |         |     | Ahlinvi Matteo 49' · Marie Andrew 58' | Árbitro(s): Alain Georges (Haití)           | Árbitro(s): Alain Georges (Haití) |

| 27 de julio de 2014, 15:00 | Martinica        | 1:1 | Bermudas      | Campo de fútbol Roscow A. L. Davies, Nassau |                                   |
|                            | Rudy Corteau 20' |     | Oneko Lowe 8' | Árbitro(s): Alain Georges (Haití)           | Árbitro(s): Alain Georges (Haití) |

| 27 de julio de 2014, 19:30 | Bahamas | 0:4 | Puerto Rico                                                   | Campo de fútbol Roscow A. L. Davies, Nassau |                                       |
|                            | Anotado |     | Marco Arocha 17' 90+3' · Andre Rivera 76' · Alex Martínez 88' | Árbitro(s): Valdin Legister (Jamaica)       | Árbitro(s): Valdin Legister (Jamaica) |

### Grupo 5
Sede:  Cuba
| Club     | J | G | E | P | GF | GC | GD | Pts |
| -------- | - | - | - | - | -- | -- | -- | --- |
| Cuba     | 2 | 2 | 0 | 0 | 6  | 0  | +6 | 6   |
| Surinam  | 2 | 1 | 0 | 1 | 3  | 2  | +1 | 3   |
| Dominica | 2 | 0 | 0 | 2 | 0  | 7  | -7 | 0   |

| 25 de julio de 2014 | Dominica | 0:4     | Cuba                                           | Estadio Pedro Marrero, La Havana |  |
|                     |          | Reporte | Blanco 14' · Borromeo 37' 90+3' · Gonzalez 70' |                                  |  |

| 27 de julio de 2014 | Surinam                                                       | 3:0     | Dominica | Estadio Pedro Marrero, La Havana |  |
|                     | McDonald 17' (pen.) · Schmeltz 46' (pen.) · Tolud 90+' (pen.) | Reporte |          |                                  |  |

| 29 de julio de 2014 | Cuba                                 | 2:0     | Surinam | Estadio Pedro Marrero, La Havana |  |
|                     | Borromeo 15' (pen.) · Campillo 45+1' | Reporte |         |                                  |  |

### Mejor Segundo
Dado que el grupo 5 tuvo 3 equipos, solo se contaron los resultados obtenidos con el primer y tercer puesto.
| Equipo               | Pts. | PJ | PG | PE | PP | GF | GC | Dif |
| -------------------- | ---- | -- | -- | -- | -- | -- | -- | --- |
| Santa Lucía          | 3    | 2  | 1  | 0  | 1  | 6  | 3  | 3   |
| República Dominicana | 3    | 2  | 1  | 0  | 1  | 3  | 2  | 1   |
| Surinam              | 3    | 2  | 1  | 0  | 1  | 3  | 2  | 1   |
| Guadalupe            | 3    | 2  | 1  | 0  | 1  | 3  | 3  | 0   |
| Bermudas             | 2    | 2  | 0  | 2  | 0  | 1  | 1  | 0   |

## Ronda Final
La ronda final se celebrara desde el 26 de septiembre y el 3 de octubre en Haití. Cinco equipos avanzarán al Campeonato 2015 Campeonato Sub-17. El UFC dio a conocer un nuevo calendario de partidos. Guadalupe se les dio el lugar asumido que debe darse a Surinam o la República Dominicana. Las fechas de los partidos se han cambiado desde finales de septiembre a octubre.

### Grupo A
| Equipo            | Pts. | PJ | PG | PE | PP | GF | GC | Dif |
| ----------------- | ---- | -- | -- | -- | -- | -- | -- | --- |
| Haití             | 9    | 3  | 3  | 0  | 0  | 11 | 1  | 10  |
| Santa Lucía       | 4    | 3  | 1  | 1  | 1  | 4  | 7  | -3  |
| Trinidad y Tobago | 3    | 3  | 1  | 0  | 2  | 3  | 5  | -2  |
| Barbados          | 1    | 3  | 0  | 1  | 2  | 1  | 6  | -5  |

| 19 de octubre de 2014 17:00 | Santa Lucía        | 2:0 (1:0) | Trinidad y Tobago | Estadio Sylvio Cator, Puerto Príncipe |  |
|                             | Nicholas · 25' 53' |           |                   |                                       |  |

| 19 de octubre de 2014 19:30 | Haití                  | 2:0 (2:0) | Barbados | Estadio Sylvio Cator, Puerto Príncipe |  |
|                             | Pierre 5' · Ulysse 34' |           |          |                                       |  |

| 21 de octubre de 2014 17:00 | Trinidad y Tobago                           | 3:0 (1:0) | Barbados | Estadio Sylvio Cator, Puerto Príncipe |  |
|                             | Herbert 19' · Hoyce 50' · Dareem Daniel 77' |           |          |                                       |  |

| 21 de octubre de 2014 19:30 | Haití                                                         | 6:1 (3:0) | Santa Lucía       | Estadio Sylvio Cator, Puerto Príncipe |  |
|                             | Jeudy 17' · Damus 31' · Bissainthe 45' · Maitre 49', 64', 83' |           | Noah Nicholas 61' |                                       |  |

| 23 de octubre de 2014 17:00 | Barbados    | 1:1 (0:0) | Santa Lucía         | Estadio Sylvio Cator, Puerto Príncipe |  |
|                             | Leacock 55' |           | Antoine Wilfred 72' |                                       |  |

| 23 de octubre de 2014 19:30 | Haití                          | 3:0 (1:0) | Trinidad y Tobago | Estadio Sylvio Cator, Puerto Príncipe |  |
|                             | Metellus 14' · Claude 56', 69' |           |                   |                                       |  |

### Grupo B
| Equipo    | Pts. | PJ | PG | PE | PP | GF | GC | Dif |
| --------- | ---- | -- | -- | -- | -- | -- | -- | --- |
| Jamaica   | 9    | 3  | 3  | 0  | 0  | 10 | 2  | 8   |
| Cuba      | 6    | 3  | 2  | 0  | 1  | 6  | 3  | 3   |
| Guadalupe | 3    | 3  | 1  | 0  | 2  | 2  | 8  | -6  |
| Martinica | 0    | 3  | 0  | 0  | 3  | 0  | 5  | -5  |

| 20 de octubre de 2014 17:00 | Cuba                                                                 | 5:0 (3:0) | Guadalupe | Estadio Sylvio Cator, Puerto Príncipe |  |
|                             | Sanchez 23' · Campillo 41' · Herrera 45' · Borromeo 47' · Romero 69' |           |           |                                       |  |

| 20 de octubre de 2014 19:30 | Jamaica                                              | 4:0 (1:0) | Martinica | Estadio Sylvio Cator, Puerto Príncipe |  |
|                             | Marshall 16' · Grant 75' · Nelson 84' · Beckford 90' |           |           |                                       |  |

| 22 de octubre de 2014 17:00 | Martinica | 0:1 (0:0) | Cuba         | Estadio Sylvio Cator, Puerto Príncipe |  |
|                             |           |           | Gonzalez 60' |                                       |  |

| 22 de octubre de 2014 19:30 | Jamaica             | 3:2 (2:0) | Guadalupe | Estadio Sylvio Cator, Puerto Príncipe |  |
|                             | Nelson 3', 26', 80' |           |           |                                       |  |

| 24 de octubre de 2014 17:00 | Guadalupe    | 1:0 (1:0) | Martinica | Estadio Sylvio Cator, Puerto Príncipe |  |
|                             | Zelateur 17' |           |           |                                       |  |

| 24 de octubre de 2014 19:30 | Cuba | 0:3 (1:0) | Jamaica                              | Estadio Sylvio Cator, Puerto Príncipe |  |
|                             |      |           | Vassell 24' · Nelson 81' (pen.), 83' |                                       |  |

### Repechaje por el tercer lugar
| 26 de octubre de 2014 17:00 | Santa Lucía | 0:2 (0:2) | Cuba                       | Estadio Sylvio Cator, Puerto Príncipe |  |
|                             |             |           | Cebranco 16' · Herrera 37' |                                       |  |

### Final
| 26 de octubre de 2014 19:30 | Haití             | 2:0 (1:0) | Jamaica | Estadio Sylvio Cator, Puerto Príncipe |  |
|                             | Metellus 20', 75' |           |         |                                       |  |

## Clasificados alCampeonato Sub-17 de la Concacaf de 2015
| Bandera de Haití | Bandera de Jamaica   | Bandera de Cuba | Bandera de Santa Lucía | Bandera de Trinidad y Tobago |
| Haití (Campeón)  | Jamaica (Subcampeón) | Cuba (3 Lugar)  | Santa Lucía (4 Lugar)  | Trinidad y Tobago (5 Lugar)  |

### Eliminatoria ZonaUNCAF

#### Triangular 1
Sede:  Costa Rica
| Equipo      | Pts. | PJ | PG | PE | PP | GF | GC | Dif |
| ----------- | ---- | -- | -- | -- | -- | -- | -- | --- |
| Costa Rica  | 6    | 2  | 2  | 0  | 0  | 5  | 2  | 3   |
| El Salvador | 3    | 2  | 1  | 0  | 1  | 8  | 2  | 6   |
| Belice      | 0    | 2  | 0  | 0  | 2  | 1  | 10 | -9  |

| 4 de noviembre de 2014 15:00 (UTC-6) | Costa Rica                                 | 3:1 (0:1) | Belice      | Estadio Edgardo Baltodano Briceño, Liberia |  |
|                                      | Martinez 65' (pen.) 72' (pen.) · Reyes 88' | Reporte   | Sifontes 1' |                                            |  |

| 6 de noviembre de 2014 15:00 (UTC-6) | Belice | 0:7 (0:2) | El Salvador                                                                                | Estadio Edgardo Baltodano Briceño, Liberia |                           |
|                                      |        |           | Montes 8' · Blanco 41' · Bonilla 43' · Herrera 66' 86' · Espinal 71' · Meléndez 76' (pen.) | Árbitro(s): Ariel Sanchez                  | Árbitro(s): Ariel Sanchez |

| 8 de noviembre de 2014 15:00 (UTC-6) | Costa Rica                        | 2:1 (1:1) | El Salvador | Estadio Edgardo Baltodano Briceño, Liberia |                           |
|                                      | Palomo 18' (a.g.) · Hernández 67' |           | 43' Herrera | Árbitro(s): Oscar Moncada                  | Árbitro(s): Oscar Moncada |

#### Triangular 2
Sede:  Panamá
| Equipo    | Pts. | PJ | PG | PE | PP | GF | GC | Dif |
| --------- | ---- | -- | -- | -- | -- | -- | -- | --- |
| Panamá    | 6    | 2  | 2  | 0  | 0  | 9  | 1  | +8  |
| Guatemala | 3    | 2  | 1  | 0  | 1  | 3  | 4  | -1  |
| Nicaragua | 0    | 2  | 0  | 0  | 2  | 0  | 7  | -7  |

| 26 de noviembre de 2014 20:00 (UTC-5) | Panamá                                                                  | 5:0 (1:0) | Nicaragua | Estadio Maracaná, Panamá     |                              |
|                                       | Santos 41' · Ávila 74' · Kirtoon 83' · Córdova 89' · Carrasquilla 90+1' | Reporte   |           | Árbitro(s): Christopher Reid | Árbitro(s): Christopher Reid |

| 28 de noviembre de 2014 20:00 (UTC-5) | Nicaragua | 0:2 (0:1) | Guatemala                      | Panamá, Panamá               |                              |
|                                       |           | Reporte   | Méndez 38' (pen.) · García 71' | Árbitro(s): Melvin Matamoros | Árbitro(s): Melvin Matamoros |

| 30 de noviembre de 2014 18:00 (UTC-5) | Panamá                                        | 4:1 (2:0) | Guatemala | Estadio Maracaná de Panamá, Panamá |                             |
|                                       | Asprilla 2' · Córdova 27' 74' · Rodríguez 83' | Reporte   | Lemus 80' | Árbitro(s): Ricardo Montero        | Árbitro(s): Ricardo Montero |

#### Playoff por el 3° lugar
El ganador clasifica al  Campeonato Sub-17 de la Concacaf de 2015
| 17 de enero de 2015 | Guatemala | 0:1 (0:1) | El Salvador | Estadio Julio Armando Cobar, San Miguel Petapa          |                                                         |
|                     |           | Reporte   | Menendez 8' | Asistencia: 1.500 espectadores Árbitro(s): Jafeth Perea | Asistencia: 1.500 espectadores Árbitro(s): Jafeth Perea |

| 24 de enero de 2015 | El Salvador | 0:2 (0:1) | Guatemala             | Estadio Cuscatlán, San Salvador                          |                                                          |
|                     |             | Reporte   | Lima 21' · García 51' | Asistencia: 9.374 espectadores Árbitro(s): Oscar Moncada | Asistencia: 9.374 espectadores Árbitro(s): Oscar Moncada |

## Clasificados alCampeonato Sub-17 de la Concacaf de 2015
| Bandera de Costa Rica                        | Bandera de Panamá                        | Bandera de Guatemala              |
| Costa Rica (Primer Lugar de la triangular 1) | Panamá (Primer Lugar de la triangular 2) | Guatemala (Ganador del repechaje) |

| Predecesor: 2013 | Eliminatoria Concacaf Sub-17 2015 | Sucesor: 2017 |

- Datos: Q17625389